# Schenersee
Der Schenersee (italienisch Lago Schener) ist ein künstlich gestauter See im Trentino und zu kleinen Anteilen in Venetien.
Das Gewässer wurde 1963 durch die Stauung des Cismon geschaffen. Der See befindet sich im Trentino, der Damm dagegen schon in Venetien.